# Newport (Gwent)
Newport (walisisch: Casnewydd) ist eine Hafenstadt am Fluss Usk in der Nähe des Bristolkanals in Südwales, Vereinigtes Königreich. Newport befindet sich etwa 19 km östlich von Cardiff und ist die größte Stadt der historischen Grafschaften Gwent bzw. Monmouthshire. Es ist die drittgrößte Stadt von Wales und Hauptort der Principal Area City of Newport. Der englische Name der Stadt bedeutet übersetzt Neuer Hafen, der walisische Neue Burg.

## Geschichte
Steinzeitliche Spuren finden sich südöstlich im Fundplatz Goldcliff East.
Im Jahre 75 wurde im heute zu Newport gehörigen Caerleon, etwa 3 Kilometer flussaufwärts, ein römisches Legionslager errichtet. Die St. Woolos-Kathedrale ist seit dem 9. Jahrhundert nachweisbar.
Die Stadt hat sich aus einer Siedlung um die im Jahr 1090 gebaute normannische Motte Newport Castle entwickelt und wurde im Jahre 1126 zum ersten Mal erwähnt. Im Jahre 1314 erhielt Newport Stadtrechte.
Im 19. Jahrhundert wurde Südwales zu einer der wichtigsten britischen Industrieregionen. Newport wurde zum Hauptausfuhrhafen der östlichen Täler und wuchs zu einer der größten Städte in Wales. Die Stadt war ein Zentrum der Chartisten-Bewegung. Der im Jahr 1839 von John Frost geführte Marsch auf das Westgate Hotel wurde zum Ausgang des Newport Rising, des größten bewaffneten Aufstandes, der je auf der Insel stattfand.
Im Jahre 1899 wurde in Newport die britische Bergarbeitergewerkschaft gegründet.

## Gewerbe
Während Newport lange von Schiffbau, Kohlenumschlag sowie Eisen-, Stahl- und Gummiindustrie geprägt war, dominieren heute Handel und Verwaltung. Insbesondere beherbergt Newport einen Großteil der Verwaltung des UK Passport Office, des UK Office for National Statistics und des britischen Patentamtes.
Weitere größere Arbeitgeber sind Airbus Defence & Space, eine Niederlassung von Lloyds TSB, Panasonic Manufacturing UK, der Hauptsitz von GoCompare.com einem Internet Vergleichsportal und Admiral Insurance.

## Sehenswürdigkeiten

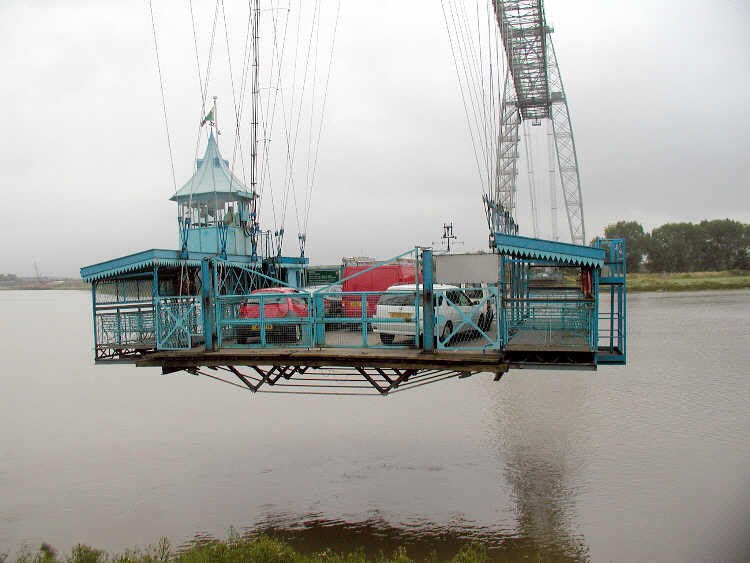
Gondel der „Transporter Bridge“ über den Usk

Das Tredegar House aus dem 17. Jahrhundert wird zu den kulturhistorisch bedeutendsten Herrenhäusern in Großbritannien gezählt. Bis zum Jahr 1951 war es Stammsitz der mächtigen walisischen Familie Morgan.
Eine andere Sehenswürdigkeit ist die Kathedrale der Anglikanischen Kirche St. Woolos Cathedral, die diesen Titel 1949 erhielt. Die erste Kirche an dieser Stelle wurde um das Jahr 500 gebaut und im 11. Jahrhundert zerstört. Sie wurde unter der Herrschaft der Normannen wiederaufgebaut und im 17. Jahrhundert erneut zerstört. Der letzte Wiederaufbau erfolgte im 19. und 20. Jahrhundert.
Newport ist Standort der größten erhaltenen Schwebefähre, der Transporter Bridge aus dem Jahre 1906. Sie war von 2007 bis 2010 zu Renovierungszwecken stillgelegt.
Das Civic Center von Newport zieren zwölf Fresken zur Stadtgeschichte (ca. 8 Meter × 4,5 Meter), die vom deutsch-jüdischen Exilanten Hans Feibusch (1898–1998) entworfen und zwischen 1961 und 1964 in Zusammenarbeit mit Phyllis Bray realisiert wurden.

## Sport
Der walisische Nationalsport Rugby wird durch den Dragons RFC repräsentiert, der in der internationalen Profi-Liga United Rugby Championship an den Start gehen.
Von 1987 bis 1991 war Newport Austragungsort der Welsh Professional Championship im Snooker, die Turniere fanden im Newport Centre statt. Von 1992 bis 1998 und dann wieder ab 2005 bis 2014 (jeweils im Newport Centre) sowie 2021 und 2022 (im International Convention Centre Wales im Celtic Manor Resort) wurden dort auch die Welsh Open, ein Ranglistenturnier, durchgeführt. 2021 fand im ICC auch die Tour Championship statt.
Der Ryder Cup 2010 wurde in Newport ausgetragen.
Der Fußballverein AFC Newport County spielt in der League Two, der vierthöchsten englischen Spielklasse.

## Söhne und Töchter der Stadt
- Charles William King (1818–1888), Privatgelehrter und Gemmenforscher
- William Henry Davies (1871–1940), Lyriker
- James Henry Thomas (1874–1949), Gewerkschaftsfunktionär und Politiker (Labour Party)
- Perce Blackborow (1894–1949), Seemann und blinder Passagier auf der Endurance-Expedition in die Antarktis
- Wolfgang Wirth (1898–1996), deutscher Mediziner und Toxikologe der Wehrmacht
- Desmond Llewelyn (1914–1999), Schauspieler, bekannt als Q in den James-Bond-Filmen
- Glen Garfield Williams (1923–1994), baptistischer Theologe, Kirchenmanager, Ökumeniker und Friedensaktivist
- Kenneth Baker, Baron Baker of Dorking (* 1934), Politiker (Conservative Party) und Life Peer
- Alan Rees (1938–2024), Autorennfahrer und Teammanager
- Peter Greenaway (* 1942), Experimentalkünstler und Filmemacher
- Bobby Windsor (* 1948), Rugbyspieler
- Nick Evans (* 1947), Jazzmusiker
- John Davies (* 1953), Erzbischof der Church in Wales
- Tony Pulis (* 1958), Fußballspieler und -trainer
- Robert Clift (* 1962), Hockeyspieler
- Darren Morgan (* 1966), Snookerspieler
- Matt Beynon Rees (* 1967), Journalist und Schriftsteller
- Jon Lee (1968–2002), Schlagzeuger der Band Feeder
- James Dean Bradfield (* 1969), Sänger der Band Manic Street Preachers
- Michael Sheen (* 1969), Schauspieler
- Alex Gough (* 1970), Squashspieler
- Jon Worth (* 1980), Blogger
- Ryan Jones (* 1981), Kapitän der walisischen Rugby-Union-Nationalmannschaft
- James Collins (* 1983), Fußballspieler
- Jonathan Worsley (* 1984), Dartspieler
- Jamie Roberts (* 1986), Rugbyspieler
- Aimee-Ffion Edwards (* 1987), Schauspielerin
- Chris Gunter (* 1989), Fußballspieler
- Lloyd Read (* 1990), Automobilrennfahrer
- Sean McGoldrick (* 1991), Boxer im Bantamgewicht
- Jonathan Mould (* 1991), Radsportler
- Christian Doidge (* 1992), Fußballspieler
- Joseph Lewis (* 1992), Eishockeyspieler
- Beth Reekles (* 1995), Autorin
- Rhian Edmunds (* 2003), Radsportlerin

## Städtepartnerschaften
Newport unterhält mit folgenden Städten eine Städtepartnerschaft:
- Heidenheim an der Brenz (Deutschland): Urkunde über die Partnerschaft mit Stadt und Kreis in Heidenheim von Bürgermeister Morris am 6. Mai 1981 unterzeichnet
- Kutaissi (Georgien), seit 1989

Ferner besteht eine Partnerschaft mit
- Guangxi, autonomes Gebiet in der Volksrepublik China, seit 1996